# Přírodní park Škvorecká obora – Králičina
Přírodní park Škvorecká obora – Králičina je chráněné území u města Úvaly ve střední části okresu Praha-východ ve Středočeském kraji; při východní hranici hlavního města Prahy. Rozkládá se na severovýchodním okraji Pražské plošiny v katastrálním území Úvaly u Prahy a malým dílem též na katastru obce Dobročovice. Na severozápadní straně přírodní park sousedí s katastrálním územím Újezd nad Lesy hlavního města, v němž na Škvoreckou oboru bezprostředně navazuje Přírodní park Klánovice-Čihadla. Přírodní park měří zhruba 2 km zdéli a kolem 900 m na šířku; ze severní strany jej lemuje silnice I/12 Praha–Kolín, jeho jihovýchodní částí protéká v zaříznutém údolí potok Výmola.
Ochrana území coby přírodního parku byla prohlášena nařízením rady Středočeského kraje v únoru 2009.
Předmětem ochrany je zachovalá údolní niva potoka Výmoly a související komplex Škvorecké obory v jihovýchodním sousedství rozsáhlého Klánovického lesa. Alternativní pomístní označení Králičina je motivované někdejším hojným výskytem divokých králíků. Území je silně zarostlé a vyskytují se zde vzácné rostliny jako např. krtičník křídlatý. Z historického hlediska se jedná o pozůstatek bývalé obezděné obory pro chov jelenů a daňků, zřízené na přelomu 17. a 18. století majiteli škvoreckého panství, Lichtenštejny. Dochovala se vstupní brána s lichtenštejnským erbem. Na ostrohu nad ústím bezejmenného potůčku do Výmoly lze spatřit terénní pozůstatky středověkého hrádku Skara, na místní cestě při jihozápadním okraji území přemosťuje Výmolu kamenný dvouobloukový mostek z roku 1842 (někdy nesprávně uváděný jako románský). Ve Škvorecké oboře se též nalézá drobný, přístřeškem krytý pramen, zvaný Květnická studánka.